# 內格羅河 (查科省)

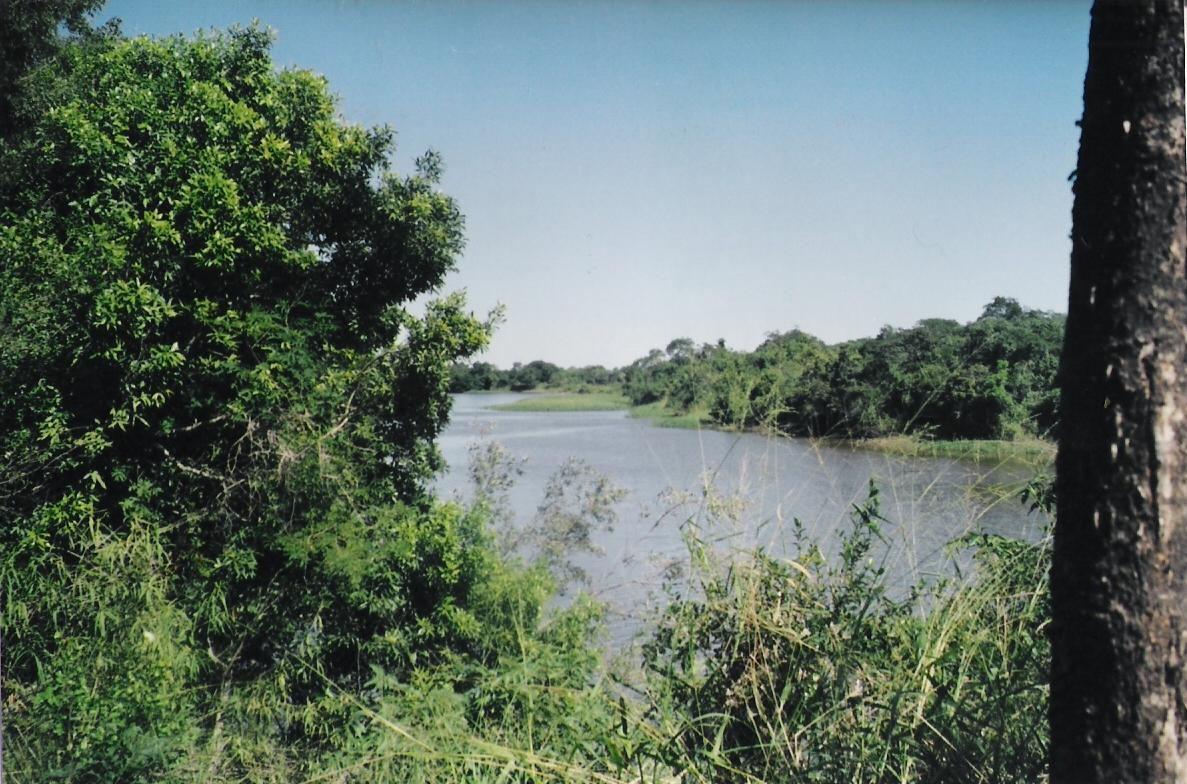
內格羅河近雷西斯滕西亞

內格羅河（西班牙語：Río Negro）是阿根廷的河流，由查科省負責管轄，河道全長410公里，流域面積4,825平方公里，河畔城鎮有蒂羅爾港、雷西斯滕西亞和巴蘭克拉斯。在巴蘭克拉斯附近流入巴蘭克拉斯河（巴拉那河支流）。
27°28′8″S 58°53′48″W / 27.46889°S 58.89667°W